# Mezinárodní geofyzikální rok

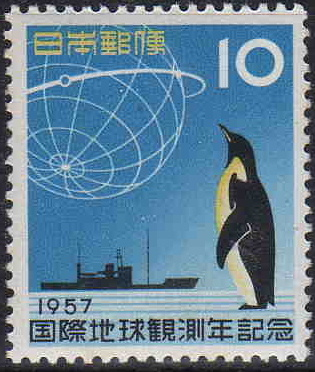
Japonská poštovní známka vydaná u příležitosti Mezinárodního geofyzikálního roku

Mezinárodní geofyzikální rok proběhl od 1. července 1957 do 31. prosince 1958. Jednalo se o významnou mezinárodní akci, na níž spolupracovali odborníci z několika desítek zemí. Hlavním cílem byla mezinárodní spolupráce při výzkumu fyziky atmosféry, kosmického prostoru a zemského tělesa. V rámci geofyzikálního roku vyslaly SSSR i USA své první výzkumné družice.

## Historické pozadí
Na základě návrhů Lloyda Berknera, ředitele Národní akademie věd Spojených států amerických z roku 1950 vydala Mezinárodní rada vědeckých svazů (ICSU) (International Council of Scientific Unions) usnesení podle něhož se má konat rozsáhlá série geofyzikálních aktivit, které se mají odehrát od července 1957 do prosince 1958. Organizačně měl být Mezinárodní geofyzikální rok postaven na modelu Mezinárodních polárních roků, pořádaných v letech 1882-1883 a 1932-1933. Hlavním cílem bylo umožnit spolupráci všem vědcům ze všech zemí světa, původně se na pořádání Mezinárodního geofyzikálního roku podílelo 46 zemí, ale později dosáhl počet účastníků 67 zemí. Přípravou akce byl pověřen od ICSU vytvořený výbor CSAGI, v jehož čele byl britský geofyzik Sydney Chapman. V CSAGI byli vědci různých států, i z Akademie věd SSSR.
Načasování bylo perfektní, protože roky 1957-58 byly dobou rozvoje moderních technologií, které umožňovaly dříve nemyslitelná měření a výpočty. Důležitými nástroji se staly vysoko létající balóny, spektrometry, detektory záření a nové elektronické počítače. Největší pokrok znamenal rozvoj raket, které otevřely dveře ke studiu horních vrstev atmosféry a umožnily zkoumat prostor za hranicí atmosféry. Seznam činností zahrnoval studium polární záře, gravitace, geomagnetismu, kosmického záření, fyziky ionosféry, meteorologie, oceánografie, glaciologie, raketové techniky a seismologie.

## Kosmický výzkum

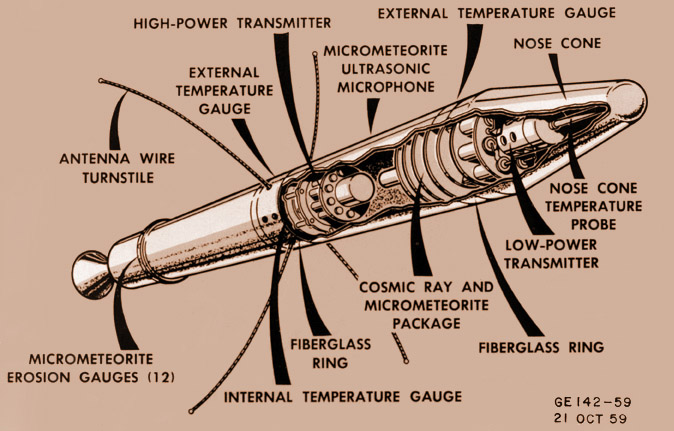
Schema družice Explorer 1

V USA se měl stát Mezinárodní geofyzikální rok, rokem vypuštění jejich prvního umělého satelitu. Přípravy na tuto událost probíhaly již několik let předem a v roce 1955 existovaly tři slibné projekty, které se ucházely o vynesení prvního amerického satelitu. Americké letectvo plánovalo využít upravenou raketu SM-65 Atlas, Wernher von Braun a ABMA měli projekt Orbiter, který počítal s upravením armádní rakety Redstone. Poslední projekt s raketou Vanguard patřil kanceláři námořního výzkumu (Office of Naval Research) a šlo o upravenou sondážní raketu Viking, která již v roce 1954 dosáhla výšky 250 km. Rozhodnutí vypustit první satelit v období Mezinárodního geofyzikálního roku oznámil prezident Eisenhower 29. července 1955. V září padlo rozhodnutí zrušit projekt Orbiter a zelenou tak dostala raketa Vanguard, program Atlas byl v té době zpožděn a byl vyřazen již dříve. Testovací suborbitální lety rakety Vanguard probíhaly od dubna do října 1957.
Mezitím sovětští vědci pod vedením Sergeje Koroljova pracovali na raketě R-7 a 4. října 1957 vypustili historicky první umělý satelit - Sputnik 1. V USA vypukla takzvaná „Sputnik crisis“ (krize Sputnik), program Orbiter byl oživen a 31. října ho prezident Eisenhower jmenoval jako záložní k programu Vanguard. Vanguard však zklamal a první americký satelit Explorer 1 tak byl vypuštěn až raketou Juno I (výsledek projektu Orbiter) 1. února 1958.
První satelity se zaměřovaly na měření kosmického záření, ultrafialového záření, rentgenových paprsků a dalších forem radiace (záření). V oblasti kosmického záření se nejvíce angažovaly první družice americké série Explorer, jejichž data vedla k objevu Van Allenových radiačních pásů. Van Allenovy pásy nesou název po Jamesi Van Allenovi, který prosazoval umístění Geiger-Müllerových počítačů na sondy Explorer. Van Allenovy pásy jsou jedním z nejvýznamnějších objevů Mezinárodního geofyzikálního roku. Sovětský program Sputnik, jmenovitě mise Sputnik 2 prokázala, že živá bytost je schopna přežít kosmický let, když byl na jeho palubě vynesen pes Lajka.

## Antarktida
Mezinárodní geofyzikální rok odstartoval intenzivní průzkum Antarktidy, který trval 18 měsíců a podílelo se na něm přibližně 70 agentur z celého světa. V roce 1956 zde byla založena polární výzkumná stanice Halley Research Station, pojmenovaná po britském astronomovi Edmundu Halleym. Přibližně ve stejném období byla postavena polární stanice Amundsen-Scott na jižním pólu, dokončena stanice Vostok a též byl objeven nejjižnější ostrov světa, Berknerův ostrov.

## Seznam spolupracujících zemí
- Argentina
- Austrálie
- Barma
- Belgie
- Bolívie
- Brazílie
- Bulharsko
- Cejlon (dnes Srí Lanka)
- Československo
- Dánsko
- Dominikánská republika
- Egypt
- Ekvádor
- Etiopie
- Filipíny
- Finsko
- Ghana
- Guatemala
- Chile
- Indie
- Indonésie
- Írán
- Irsko
- Island
- Itálie
- Izrael
- Japonsko
- Jihoafrická unie
- Jižní Rhodesie (dnešní Zimbabwe)
- Jižní Vietnam
- Jugoslávie
- Kanada
- KLDR
- Kolumbie
- Kuba
- Maďarsko
- Malajsie
- Maroko
- Mexiko
- Mongolská lidová republika (dnešní Mongolsko)
- Německá demokratická republika
- Nizozemsko
- Norsko
- Nový Zéland
- Pákistán
- Panama
- Peru
- Polsko
- Portugalská východní Afrika
- Portugalsko
- Rakousko
- Rumunsko
- Řecko
- Severní Vietnam
- Spojené státy americké
- Spolková republika Německo
- Svaz sovětských socialistických republik
- Španělsko
- Švédsko
- Švýcarsko
- Thajsko
- Čínská republika
- Tunisko
- Uruguay
- Velká Británie
- Venezuela